# Granges-Aumontzey
Granges-Aumontzey é uma comuna francesa na região administrativa do Grande Leste, no departamento de Vosges. Estende-se por uma área de 33.01 km². Em 2010 a comuna tinha 2 687 habitantes (densidade: 81,4 hab./km²).
Foi criada em 1 de janeiro de 2016, a partir da fusão das antigas comunas de Aumontzey e Granges-sur-Vologne.